# Делаје тип 44
Делаје тип 44 (фр. Delahaye Type 44) аутомобил произведен између 1911. до 1914. године од стране француског произвођача аутомобила Делаје.
Делаје тип 44 је револуционарни аутомобил за своје време. Аутомобил високе класе, врло луксузан, опремљен В6 мотором. То је био први 6-цилиндрични мотор произведен у Француској, па чак и први В-мотор уграђен у аутомобиле до тада. Овај мотор је имао запремину 3181 cm³, (пречник х ход 75 х 120 мм), а максимална снага била је 24 КС.
Аутомобил је имао мануелни мењач са 4 брзине.
Овај модел, међутим, није имао велики успех на тржишту, па је његова производња прекинута почетком Првог светског рата 1914. године и није имао правог наследника.